# 서복경
서복경은 대한민국의 정치학자이다. 본관은 이천 서씨 2015년 현재, 서강대학교 현대정치연구소 연구교수이다.
각주
1. ↑  박송이. 정동영의 무한도전?···“한국 정치의 무능과 한계 보여주는 지점”. 경향신문. 기사입력 2015년 4월 4일. 최종수정 2015년 4월 5일.
2. ↑  송채경화. 이런 선거법!. 한겨레21. 2015년 4월 1일.
3. ↑  천권필. 획정위에 정치적 독립 철저 보장 … 결정 과정 투명하게 공개. 중앙SUNDAY. 2015년 3월 29일.